# إلياس كار
الياس كار (بالإنجليزية: Elias Carr) (25 فبراير / شباط، 1839 22 يوليو / تموز، 1900) وهو سياسي أمريكي ينتمي إلى الحزب الديموقراطي كان الياس كار قد شغل منصب حاكم على ولاية كارولينا الشمالية ما بين 18 يناير من سنة 1893 إلى 12 يناير من سنة 1897.